# Cmentarz Nowodziewiczy
Cmentarz Nowodziewiczy (ros. Новодевичье кладбище) – moskiewski cmentarz położony przy monasterze Nowodziewiczym. Miejsce spoczynku wielu zasłużonych Rosjan.

## Historia
Nekropolię otwarto w 1524, tuż obok muru wybudowanego właśnie monasteru, od którego cmentarz zaczerpnął swą nazwę. Chowano tam głównie kościelnych dygnitarzy, szanowane rodziny i szlachetnie urodzonych, a także, od XIX wieku inteligencję i kupców. W 1898 otwarto nową część cmentarza. Przez kolejne sześć lat teren obudowano murem, zaprojektowanym przez architekta Iwana Pawłowicza Maszkowa. Od 1932 cmentarz stał się miejscem pochówku ludzi sławnych, wybitnych i zasłużonych dla Związku Radzieckiego, a następnie dla Federacji Rosyjskiej. Chowano tu także ludzi, którzy z pewnych względów nie mogli spocząć pod murami Kremla lub w grobowcach. Jednym z nich był dyrektor moskiewskiego teatru, sprzeciwiający się decyzji bolszewików dotyczącej zburzenia soboru Chrystusa Zbawiciela, któremu ze względu na zasługi nie można było odmówić pochówku z honorami. Spoczywają tam również żołnierze polegli podczas radzieckiej interwencji w Afganistanie oraz pierwszej i drugiej wojny w Czeczenii.

## Pochowani

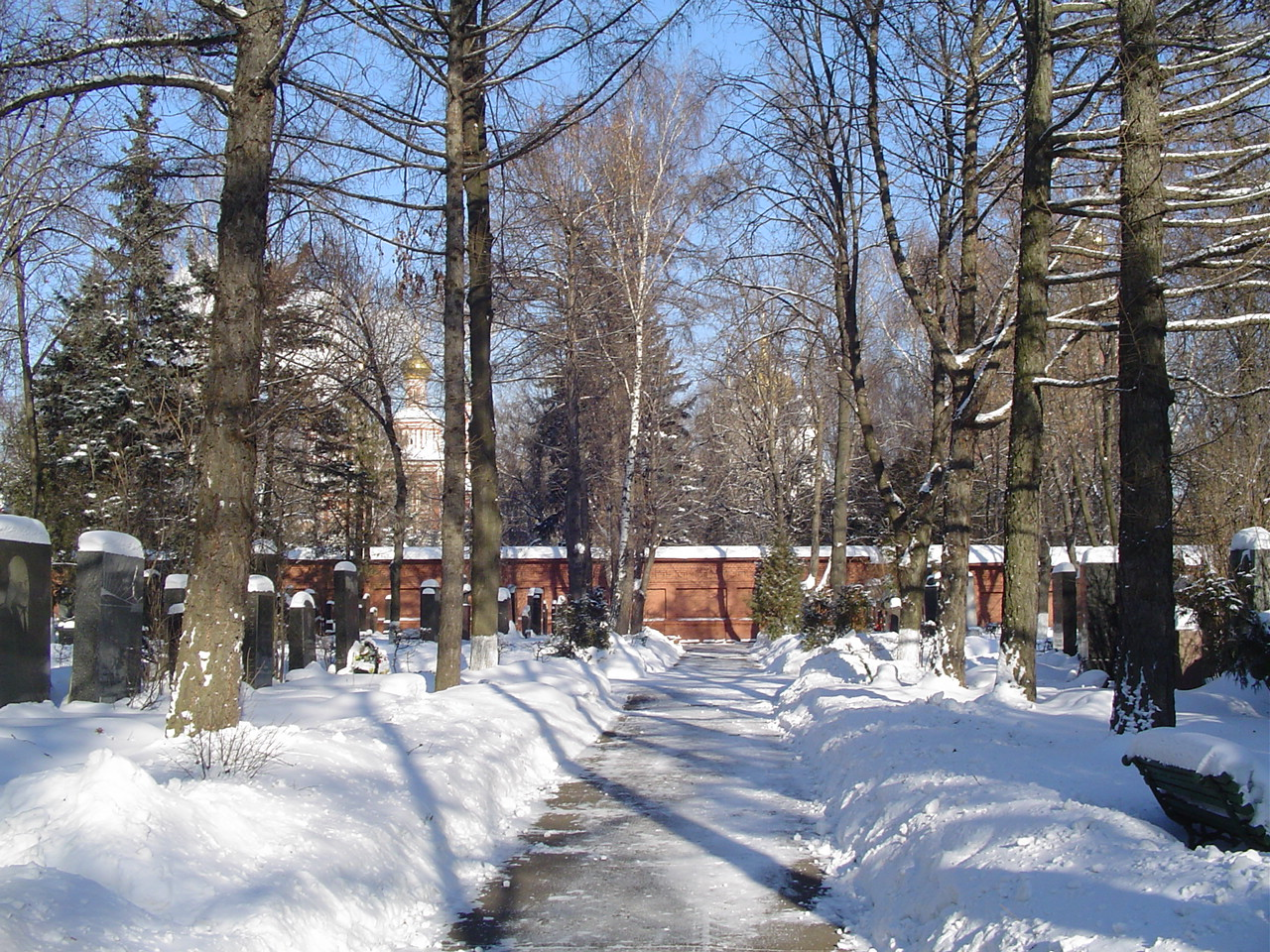
Zimowy widok jednej z alei cmentarza

Obecnie na cmentarzu pochowanych jest ponad 27 000 osób, w tym między innymi:
- Andriej Abrikosow (1906–1973) – aktor
- Piotr Alejnikow (1914–1965) – aktor
- Nadieżda Alliłujewa (1901–1932) – małżonka Józefa Stalina
- Boris Baboczkin (1904–1975) – aktor
- Boris Szczerbina (1919–1990) – radziecki działacz partyjny i państwowy, członek KC KPZR
- Mark Bernes (1911–1969) – aktor i piosenkarz
- Paweł Bielajew (1925–1970) – kosmonauta
- Gieorgij Bieriegowoj (1921–1995) – kosmonauta
- Siergiej Bondarczuk (1920–1994) – aktor i reżyser
- Walerij Brumel (1942–2003) – lekkoatleta, mistrz olimpijski
- Walerij Briusow (1873–1924) – pisarz
- Michaił Bułhakow (1891–1940) – pisarz i dramaturg
- Nikołaj Bułganin (1895–1975) – premier ZSRR
- Nikita Chruszczow (1894–1971) – I sekretarz KC KPZR
- Nina Chruszczowa (1900–1984) – pierwsza dama ZSRR
- Anton Czechow (1860–1904) – pisarz
- Gieorgij Cziczerin (1872–1936) – komisarz ludowy
- Ilja Erenburg (1891–1967) – pisarz
- Siergiej Eisenstein (1898–1948) – reżyser
- Aleksandr Fadiejew (1901–1956) – pisarz
- Nikołaj Gogol (1809–1852) – pisarz
- Raisa Gorbaczowa (1932–1999) – żona Michaiła Gorbaczowa
- Michaił Gorbaczow (1931–2022) – jedyny prezydent ZSRR
- Dmitrij Grigorowicz (1883–1938) – konstruktor samolotów
- Andriej Gromyko (1909–1989) – polityk
- Ludmiła Gurczenko (1935–2011) – aktorka
- Nâzım Hikmet (1901–1963) – turecki poeta i komunista
- Siergiej Iljuszyn (1894–1977) – konstruktor samolotów
- Borys Jelcyn (1931–2007) – pierwszy prezydent Federacji Rosyjskiej
- Piotr Kropotkin (1842–1921) – rewolucjonista i anarchista
- Jelena Kuźmina (1909–1979) – aktorka
- Aleksandr Lebied (1950–2002) – wojskowy i polityk
- Lew Landau (1908–1968) – laureat Nagrody Nobla w dziedzinie fizyki
- Walerij Legasow (1936–1988) – radziecki chemik, członek komisji badającej przyczyny katastrofy elektrowni jądrowej w Czarnobylu[1]
- Isaak Lewitan (1860–1900) – malarz
- Władimir Majakowski (1893–1930) – poeta
- Wasilij Margiełow (1908–1990) – generał radzieckich wojsk powietrznodesantowych
- Siergiej Michałkow (1913–2009) – poeta
- Władimir Mieszczeriakow (1885–1946) – działacz partyjny i państwowy, dyplomata
- Artiom Mikojan (1905–1970) – konstruktor samolotów
- Wiaczesław Mołotow (1890–1986) – polityk
- Tatjana Nikołajewa (1924–1993) – pianistka
- Nikołaj Ogariow (1813–1877) – pisarz i poeta
- Dawid Ojstrach (1908–1974) – skrzypek
- Aleksandr Oparin (1894–1980) – biochemik
- Iwan Perestiani (1870–1959) – aktor
- Jekatierina Pieszkowa (1887–1965) – rosyjska działaczka humanitarna, pierwsza żona Maksima Gorkiego
- Borys Polewoj (1908–1981) – pisarz
- Siergiej Prokofjew (1891–1953) – kompozytor i pianista
- Iwan Pyrjew (1901–1968) – reżyser filmowy
- Mstisław Rostropowicz (1927–2007) – dyrygent i wiolonczelista
- Pawieł Rybałko (1894–1948) – wojskowy i dyplomata
- Walentin Sierow (1865–1911) – malarz
- Aleksandr Nikołajewicz Skriabin (1872–1915) – kompozytor[2]
- Konstantin Stanisławski (1863–1938) – pisarz, reformator reżyserii teatralnej
- Fiodor Szalapin (1873–1938) – śpiewak operowy
- Dmitrij Szostakowicz (1906–1975) – kompozytor
- Wasilij Szukszyn (1929–1974) – pisarz i aktor
- Nikołaj Tichonow (1905–1997) – polityk, premier ZSRR
- Wiaczesław Tichonow (1928–2009) – aktor
- Andriej Tupolew (1888–1972) – konstruktor samolotów
- Wasilij Ulrich (1889–1951) – sędzia
- Galina Ułanowa (1910–1998) – primabalerina
- Klimient Woroszyłow (1881–1969) – wojskowy i polityk

## Galeria

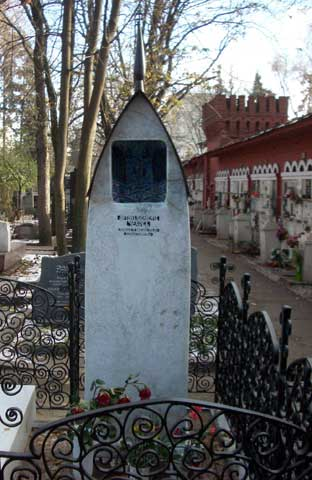
Grób Antona Czechowa
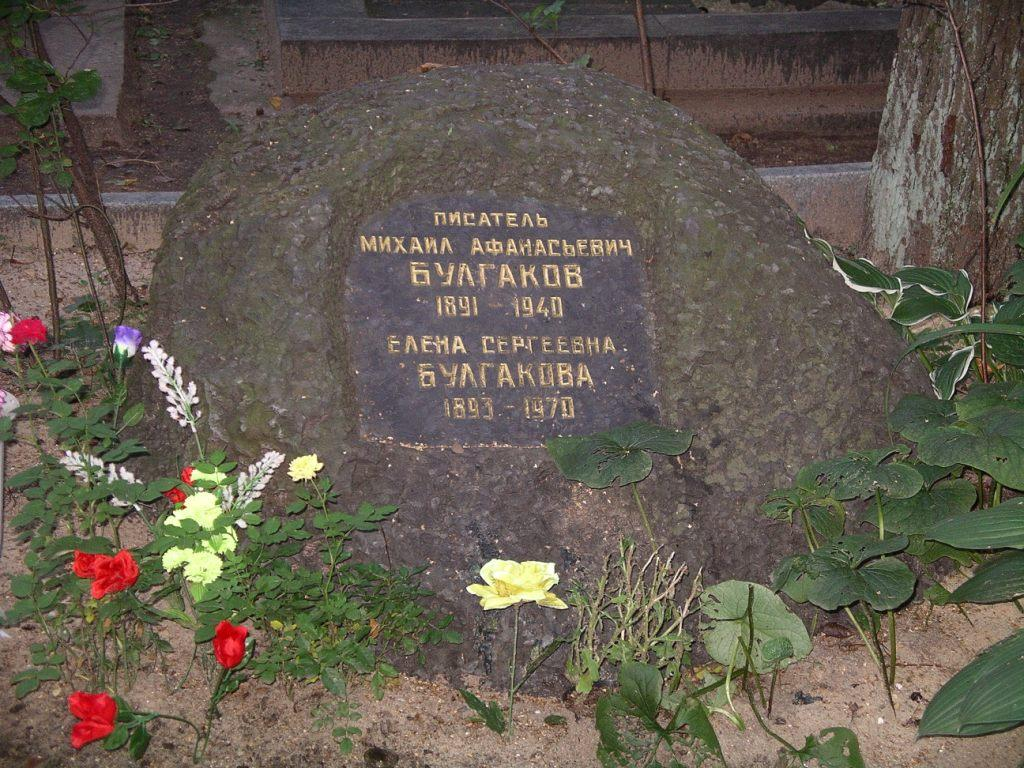
Skromna mogiła Michaiła Bułhakowa